# Brevipalpus macedonicus
Brevipalpus macedonicus är en spindeldjursart som först beskrevs av Hatzinikolis 1983.  Brevipalpus macedonicus ingår i släktet Brevipalpus och familjen Tenuipalpidae. Inga underarter finns listade.